# Убивці з космосу
«Убивці з космосу» (англ. Killers from Space) — американський чорно-білий науково-фантастичний фільм 1954 р., продюсер і режисер У. Лі Вайлдер (брат Біллі Вайлдера). Головні ролі виконували Пітер Грейвз і Барбара Бістер. Фільм створила незалежна компанія Лі Вайлдера.
Фільм вийшов на DVD з коментарями The Film Crew.

## Сюжет
Д-р Дуглас Мартін — учений, який працює на випробуваннях атомних бомб. При зборі даних під час атомного вибуху у Соледад Флеті, його літак зазнає катастрофи. Він виживає без особливих пошкоджень, за винятком дивних шрамів на грудях.
У лікарні військової бази він не пам'ятає, що сталося. Він діє так дивно, що влада віддає справу ФБР, думаючи, що він може бути самозванцем. У результаті його відправляють на тимчасовий відпочинок, хоча він протестує щодо виключення себе зі свого проєкту.
Атомні випробування роблять без його відома, так що Мартін краде дані, а потім повертається до Соледад Флет та кладе папери під камінь. Агент ФБР знаходить його, але той тікає, поки не потрапляє в автокатастрофу. У лікарні йому дають сироватку правди. Він розповідає історію про те, що захоплений космічними прибульцями з Астрон Дельта.
Іншопланетяни планують винищити всіх людей гігантськими комахами і рептиліями, вирощених за допомогою випромінювання, поглиненого від бомботестів. Мартін стверджує, що прибульці використовують вкрадену електроенергію для контролю своєї потужної зброї. Врешті-решт, іншопланетяни загіпнозували його, щоб зробити його шпигуном для себе.
Агент ФБР і командир бази скептично ставляться до такої неймовірної історії та наказують тримати його в лікарні.
За деякими розрахунками на логарифмічній лінійці д-р Мартін визначає, що якщо він відключити струм, щоб Соледад Флет була відімкнена на всього десять секунд, це створить перевантаження. Так він тікає з лікарні і їде до сусідньої електростанції, де змушує фахівця виключити живлення. База прибульців знищена в ході потужного вибуху, Земля врятована від завоювання.